# Государственное недвижимое имущество (Латвия)
«Государственное недвижимое имущество» (латыш. Valsts nekustamie īpašumi, VNĪ) — государственное акционерное общество в Латвии, которое осуществляет управление объектами недвижимости, принадлежащим государству. VNĪ является крупнейшим предприятием в сфере недвижимости в стране — в 2020 году под его управлением находились более 1200 зданий общей площадью 1,1 млн кв.м., а также более 4000 земельных участков общей площадью более 10 млн кв.м.

## История
Предприятие создано в 1996 году, его стопроцентным акционером является Министерство финансов.
В 2011 году оценка компании составляла 309,9 млн евро. В 2020—185,99 млн евро (31-е место в среди самых дорогих латвийских компаний).
До 2019 года офисы предприятия располагались по трём рижским адресам (ул. Вальню, 29, ул. Муцениеку, 3 и ул. Смилшу, 1), но в конце 2019 года они были объединены в комплексе Службы госдоходов по адресу ул. Талеяс, 1.

## Портфель объектов
- 52 % — офисные здания
- 21 % — культурные и образовательные учреждения
- 14 % — промышленные объекты
- 3 % — пункты пограничного контроля
- 10 % — прочие объекты, в том числе гостиницы, пустые и заброшенные здания, объекты смешанного использования[4]